# Ghostbusters: The Encore Collection
Ghostbusters: The Encore Collection è la settima raccolta dedicata al musicista statunitense Ray Parker Jr., pubblicata dalla BMG Special Products nel 1999.

## Il disco
The Encore Collection è una breve raccolta economica che include alcuni dei brani meno conosciuti di Ray Parker Jr. e dei Raydio, naturalmente accompagnati da successi discografici come Ghostbusters e A Woman Needs Love (Just like You Do).

## Tracce
1. Ghostbusters - 4:00 -  (Ray Parker Jr.)
2. The Other Woman - 4:04 -  (Ray Parker Jr.)
3. The People Next Door - 4:28 -  (Ray Parker Jr.)
4. Goin' Thru School and Love - 4:17 -  (Ray Parker Jr.)
5. A Woman Needs Love (Just like You Do) - 4:06 -  (Ray Parker Jr.)
6. Can't Keep from Cryin' - 3:38 -  (Ray Parker Jr.)
7. In the Heat of the Night - 4:14 -  (Ray Parker Jr.)
8. Let Me Go - 4:13 -  (Ray Parker Jr.)
9. Old Pro - 4:43 -  (Ray Parker Jr.)
10. Tonight's the Night - 5:07 -  (Herbie Hancock, Ray Parker Jr.)